# Angela Lansbury
Dame Angela Brigid Lansbury DBE (16 tháng 10 năm 1925 – 11 tháng 10 năm 2022) là một nữ diễn viên kiêm ca sĩ người Ai len - Anh - Mỹ. Bà xuất hiện rất nhiều trên các chương trình kịch, truyền hình, điện ảnh. Sự nghiệp điện ảnh của bà kéo dài hơn tám thập kỷ, trong đó hầu hết thời gian đó bà ở Hoa Kỳ. Sự nghiệp của bà được nhận nhiều sự chú ý và bà được xem như là ứng cử viên giải Oscar sớm nhất còn sống và cũng là một trong số những ngôi sao trong làng điện ảnh vàng của Hollywood. 
Lansbury sinh ra trong một gia đình thuộc tầng lớp trung lưu ở trung tâm London. Bà là con gái của nữ diễn viên người Bắc Ireland Moyna Macgill và nhà chính trị gia người Anh Edgar Lansbury. Để thoát khỏi trại ném bom của Đức, năm 1940 bà chuyển đến Hoa Kỳ sinh sống, đồng thời học lớp diễn xuất ở Thành phố New York. Tiếp tục đến Hollywood vào năm 1942, bà ký hợp đồng với MGM và có được những vai diễn điện ảnh đầu tiên của mình trong Gaslight (1944) và  The Picture of Dorian Gray (1945), mang đến cho bà hai đề cử giải Oscar và một để cử Quả cầu vàng. Bà xuất hiện hơn 11 phim MGM, chủ yếu là vai phụ, sau khi hợp đồng kết thúc năm 1952, bà bắt đầu bổ sung cho kỹ năng diễn xuất điện ảnh của bà với những lần xuất hiện trên sân khấu. Tuy trong thời điểm đó bà bị xem như là ngôi sao hạng B, sự xuất hiện của bà trong bộ phim The Manchurian Candidate (1962) đã nhận được sự đón nhận rộng rãi và được coi là một trong những màn trình diễn xuất sắc hơn của bà. Chuyển sang lĩnh vực nhạc kịch, Lansbury lần đầu tiên hợp tác với Stephen Sondheim trong phim Anyone Can Whistle (1964), trước khi Lansbury cuối cùng trở thành ngôi sao khi đóng vai chính trong vở nhạc kịch Broadway Mame (1966) của Jerry Herman, bộ phim đã mang về cho bà giải thưởng Tony đầu tiên và giúp trở thành một biểu tượng đồng tính.
Giữa những khó khăn xung quanh đời tư của bà, Lansbury chuyển từ thành phố California sang County Cork, Ireland vào năm 1970, và tiếp tục xuất hiện với vô số tác phẩm sân khấu lẫn điện ảnh xuyên suốt thập niên đó. Bao gồm các vai diễn chính trên sân khấu nhạc kịch  Gypsy, Sweeney Todd, và The King and I, cũng như bộ phim của Disney tạo nên cú hit  Bedknobs and Broomsticks (1971). Chuyển sang thể loại truyền hình vào năm 1984, bà đã đạt được danh tiếng trên toàn thế giới với vai nhà văn hư cấu kiêm tay sai Jessica Fletcher trong loạt phim Murder, She Wrote của người Mỹ, kéo dài 12 mùa cho đến năm 1996, trở thành một trong những bộ phim trinh thám dài tập nhất và ăn khách nhất trong lịch sử truyền hình. Thông qua Corymore Productions, một công ty mà bà đồng sở hữu với chồng mình là Peter Shaw, Lansbury đã nắm quyền sở hữu loạt phim và là nhà sản xuất điều hành cho bốn mùa cuối cùng. Cô cũng chuyển sang làm công việc lồng tiếng, qua đó góp mặt trong các bộ phim hoạt hình như Beauty and the Beast của Disney (1991) và Anastasia của Don Bluth (1997). Kể từ đó, cô đã đi lưu diễn trong nhiều tác phẩm quốc tế và thỉnh thoảng vẫn tiếp tục xuất hiện trong các bộ phim.
Lansbury đã nhận được Giải thưởng Danh dự của Viện Hàn Lâm và Giải thưởng Thành tựu Trọn đời từ BAFTA và đã giành được 5 Giải thưởng Tony, 6 Giải Quả cầu vàng và 1 Giải thưởng Olivier. Bà cũng đã được đề cử cho nhiều giải thưởng khác trong ngành, bao gồm Giải Oscar cho nữ diễn viên phụ xuất sắc nhất trong ba lần, và các giải Primetime Emmy khác nhau trong 18 lần, và một giải Grammy. Năm 2014, Lansbury được Nữ hoàng Elizabeth II phong làm Tư lệnh Dame của Đế quốc Anh. Bà ấy đã là chủ đề của ba cuốn tiểu sử.

## Thuở đầu và Giai đoạn đầu sự nghiệp

### Tuổi thơ: 1925 - 1942
Lansbury sinh ra trong gia đình thuộc tầng lớp trung lưu vào ngày 16 tháng 10 năm 1925. Mặc dù nơi sinh của bà được ghi nhận tại Poplar, miền Đông London,  nhưng bà đã bác bỏ thông tin này, khẳng định rằng trong khi bà có mối liên hệ của tổ tiên với Poplar, bà được sinh ở Regent's Park, trung tâm London. Mẹ của bà là nữ diễn viên người Belfast (thủ đô và thành phố lớn nhất của Bắc Ireland) Moyna Macgill (tên khai sinh Charlotte Lillian McIldowie), bà thường hay xuất hiện trên sân khấu tại nhà hát West End và cũng đóng trong vài bộ phim. Cha bà là nhà buôn gỗ và chính trị gia giàu có người Anh Edgar Lansbury, một đảng viên của Đảng Cộng sản Anh và là cựu thị trưởng của Khu đô thị Poplar. Ông nội của bà là lãnh đạo Đảng Lao động và nhà hoạt động chống chiến tranh George Lansbury, một người mà bà cảm thấy "khiếp sợ" và coi là "người khổng lồ trong tuổi thơ của tôi". Angela có một người chị cùng mẹ khác cha, Isolde, là người con của cuộc hôn nhân trước cùa Moyna với nhà văn và đạo diễn Reginald Denham. Tháng 1 năm 1930, khi Angela được 4 tuổi, mẹ bà đã sinh được hai anh em sinh đôi, Bruce và Edgar, dẫn đến gia đình Lansburys chuyển từ căn hộ Poplar của họ đến một ngôi nhà ở Mill Hill, Bắc London; vào cuối tuần, họ sẽ đi đến một trang trại nông thôn ở Berrick Salome, gần Wallingford, Oxfordshire.
Tôi luôn biết ơn về khía cạnh người Ailen của tôi. Đó là nơi tôi có khiếu hài hước và thất thường. Đối với nửa tiếng Anh – đó là khía cạnh ẩn giấu của tôi ... Nhưng khi đưa tôi lên sân khấu, và con người đó Ireland xuất hiện. Sự kết hợp tạo nên sự kết hợp ăn ý cho diễn xuất.
Khi Lansbury chín tuổi, cha bà qua đời vì bệnh ung thư dạ dày; bà phục hồi bằng cách vào vai các nhân vật như một phương pháp trị liệu. Đối mặt với khó khăn về tài chính, mẹ bà đính hôn với một đại tá người Scotland, Leckie Forbes, và chuyển đến nhà của ông ta ở Hampstead, và Lansbury được học tại Trường trung học Nam Hampstead từ năm 1934 đến năm 1939. Tuy nhiên, bà tự nhận mình chủ yếu là tự học, học từ sách, sân khấu và điện ảnh. Bà tự nhận mình là "người mê phim", thường xuyên đến rạp chiếu phim.Bà rất thích chơi piano, bà học nhạc một thời gian ngắn tại Trường múa Ritman, và năm 1940 bắt đầu học diễn xuất tại Trường Nghệ thuật Sân khấu và Ca hát Webber Douglas ở Kensington, Tây London, lần đầu tiên xuất hiện trên sân khấu trong vai là một phụ nữ đang chờ đợi tại tác phẩm trường học của biên kịch Maxwell Anderson: Mary of Scotland.

Trong năm đó, ông của Angela qua đời, trong bối cảnh trại tập trung của phát xít Đức đang lên cao, mẹ của bà (Macgill) quyết định đã đưa Angela, Bruce và Edgar đến Hoa Kỳ, Isolde (chị cùng mẹ khác cha) vẫn ở lại Anh với người chồng mới, nam diễn viên Peter Ustinov. Macgill đảm bảo công việc giám sát 60 trẻ em người Anh được sơ tán đến Bắc Mỹ trên tàu Nữ công tước Athol, cùng họ đến Montreal, Quebec, Canada, vào tháng 8, năm 1940.Sau đó, bà tiếp tục đi bằng tàu hỏa đến Thành phố New York, nơi bà được tài trợ tài chính bởi một doanh nhân Phố Wall, Charles T. Smith, chuyển đến sống cùng gia đình ông tại nhà ở Mahopac, New York. Lansbury đã nhận được học bổng tại Nhà hát American Wing cho phép bà học ở Feagin School of Drama and Radio, nơi mà bà diễn xuất vở The Way of the World của William Congreve và Lady Windermere's Fan của Oscar Wilde. Bà tốt nghiệp tháng 3 năm 1942, cũng tại thời điểm đó gia đình bà đã chuyển đến một chung cư trên đường Morton, làng Greenwich.

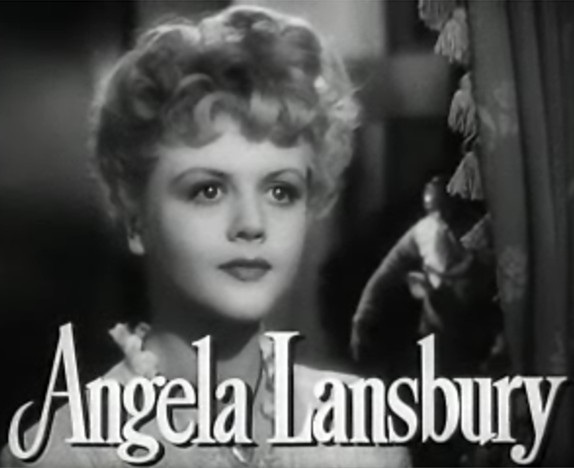
Lansbury trong trailer của The Picture of Dorian Gray

### Bước ngoặt trong sự nghiệp: 1942 - 1945
Macgill đảm bảo có công việc trong một chuyến lưu diễn Canada sản xuất Tonight of 8:30, và con gái của bà được gia nhập vào ở Canada, người đã có được công việc sân khấu đầu tiên của mình với tư cách là một diễn viên hộp đêm tại Samovar Club, Montreal với việc hát các bài hát của Noel Coward. Mặc dù bà mới 16 tuổi mà phải nói đủ 19 tuổi để có được công việc.Bà trở lại Thành phố New York vào tháng 8 năm 1942, nhưng mẹ bà đã chuyển đến Hollywood, Los Angeles, để phục hồi sự nghiệp điện ảnh của bà; Lansbury và các anh trai của bà đã theo sau. Chuyển đến một ngôi nhà gỗ ở Laurel Canyon, cả Lansbury và mẹ bà đều kiếm được công việc trong dịp Giáng sinh tại cửa hàng bách hóa Bullocks Wilshire ở Los Angeles; Moyna bị sa thải vì không đủ năng lực, khiến gia đình phải sống dựa vào mức lương 28 đô la một tuần của Lansbury. Kết bạn với một nhóm những người đồng tính nam, Lansbury trở nên kín đáo với cảnh đồng tính ngầm của thành phố, và cùng với mẹ bà, tham dự các bài giảng của đạo sư tâm linh Jiddu Krishnamurti; tại một trong số cuộc gặp này, bà đã gặp Aldous Huxley.
Ở buổi tiệc chủ trì bởi mẹ của cô, Lansbury đã gặp John van Druten, người mà mới đó đã  đồng sáng tác một kịch bản cho cho Gaslight (1944), một bộ phim bí ẩn - giật gân dựa trên tác phẩm của Patrick Hamilton năm 1938 vở Gaslight. Được dựng ở London thời của Victoria, Bộ phim được đạo diễn bởi George Cukor, Ingrid Bergman trong vai diễn viên chính - Paula Alquist, một người phụ nữ bị hành hạ bởi chồng cô về mặt thể chất. Van Druten đã đề nghị rằng Lansbury rất phù hợp cho vai của Nancy Oliver, một người hầu gốc ở vùng East End của London; Mặc dù cô đã nhận lời, khi cô chỉ mới 17 tuổi, một công nhân  đã phải hộ tống cô đến phim trường. Được nhận vào công ty quản lý, Earl Kramer, cô kí hợp đồng 7 năm với Metro-Goldwyn-Mayer, nhận $500/1 tuần. Mặc dù trong cuộc sống cá nhân của bà thì bà thường được biết đến với cái tên,"Brigid", bà vẫn dùng tên thật của bà trong nghề diễn xuất chuyên nghiệp. Gaslight đã nhận nhiều ý kiến trái chiều từ dư luận, mặc dù vai diễn của Lansbury nhận nhiều lời tán thưởng; Bộ phim đã nhận được bảy đề cử từ Viện Hàn lâm Khoa học và Nghệ thuật Điện ảnh, trong đó gồm một đề cử cho nữ diễn viên phụ xuất sắc cho Lansbury.
Bộ phim tiếp theo của bà là Edwina Brown, chị gái của Velvet Brown trong National Velvet (1944); bộ phim là một thành công thương mại lớn, với việc Lansbury có tình bạn lâu năm với bạn diễn Elizabeth Taylor. Lansbury tiếp theo đóng vai chính trong The Picture of Dorian Grey (1945), một tác phẩm điện ảnh chuyển thể từ tiểu thuyết cùng tên năm 1890 của Oscar Wilde, một lần nữa lấy bối cảnh ở London thời Victoria. Do Albert Lewin đạo diễn, Lansbury được chọn vào vai Sibyl Vane, một ca sĩ phòng hát của tầng lớp lao động phải lòng nhân vật chính Dorian Gray (Hurd Hatfield). Mặc dù bộ phim không thành công về mặt doanh thu, nhưng màn trình diễn của Lansbury một lần nữa thu hút nhiều lời khen ngợi, mang về cho cô giải Quả cầu vàng cho Nữ diễn viên phụ xuất sắc nhất - Phim điện ảnh, và bà lại được đề cử Nữ diễn viên phụ xuất sắc nhất tại Lễ trao giải Oscar, thua Anne Revere, cô bạn diễn trong National Velvet.

### Hãng phim MGM: 1945 - 1951

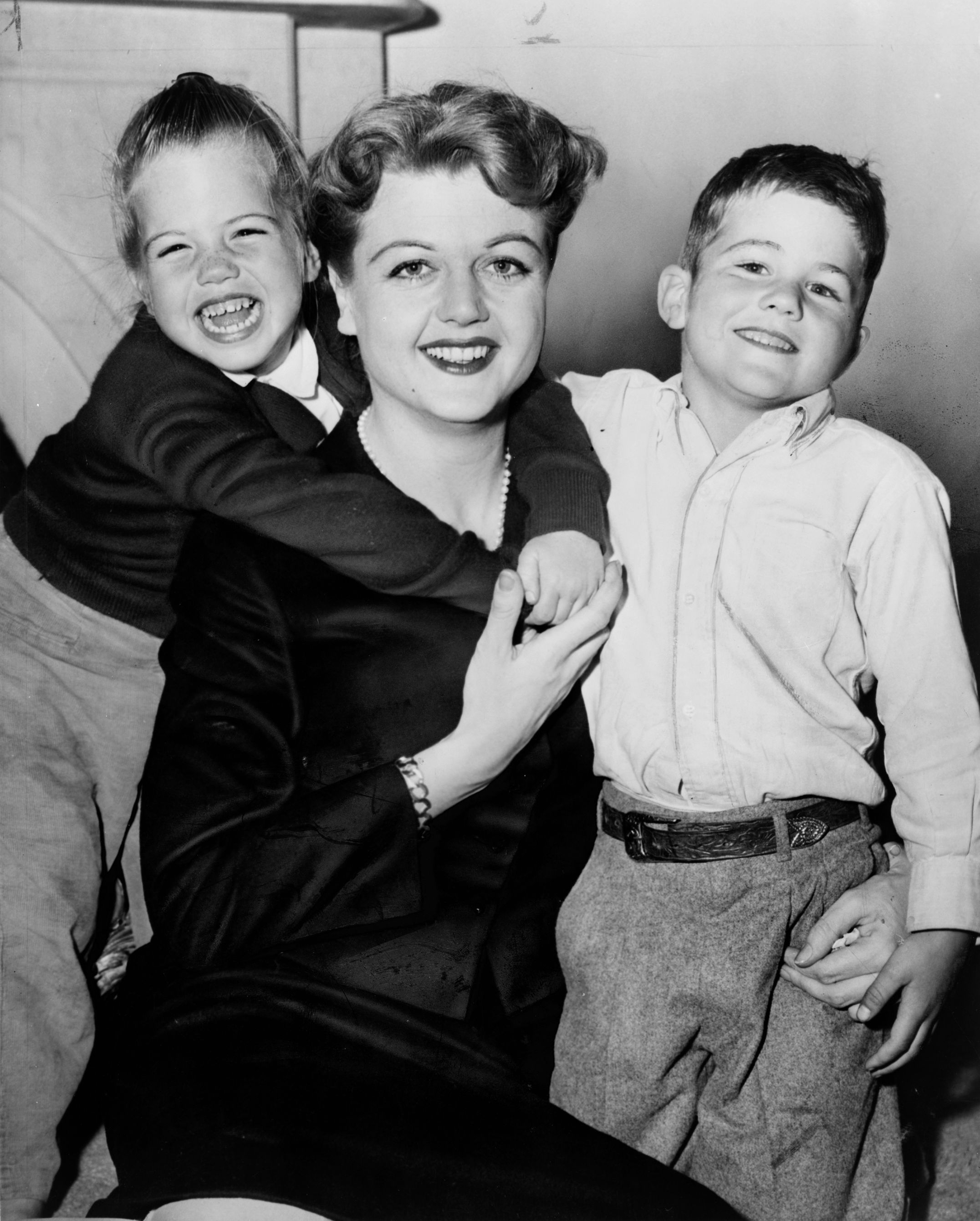
Angela với hai người con của bà năm 1957.

Vào ngày 27 tháng 9 năm 1945, Lansbury kết hôn với Richard Cromwell, một nghệ sĩ và nhà thiết kế nội thất có sự nghiệp diễn xuất bị chững lại. Cuộc hôn nhân của họ gặp trục trặc; Cromwell là người đồng tính, và đã kết hôn với Lansbury với hy vọng không thành công rằng làm như vậy sẽ biến anh ta thành lưỡng tính. Cuộc hôn nhân kết thúc chưa đầy một năm khi bà đệ đơn ly hôn vào ngày 11 tháng 9 năm 1946, nhưng họ vẫn là bạn bè cho đến khi ông qua đời. Vào tháng 12 năm 1946, bà được giới thiệu với đồng nghiệp người Anh xa xứ Peter Pullen Shaw tại một bữa tiệc do bạn diễn cũ Hurd Hatfield tổ chức ở Thung lũng Ojai. Shaw là một diễn viên đầy tham vọng, cũng đã ký hợp đồng với MGM, và gần đây đã rời bỏ mối quan hệ với Joan Crawford. Ông và Lansbury trở thành một cặp, sống cùng nhau trước khi bà được cầu hôn. Cặp đôi đã có ý định kết hôn trở lại ở Anh, nhưng Giáo hội Anh từ chối kết hôn của hai người từng ly hôn. Thay vào đó, họ tổ chức đám cưới trong một buổi lễ của Nhà thờ Scotland tại Nhà thờ St. Columba ở Knightsbridge, London vào tháng 8 năm 1949, sau đó là có một tuần trăng mật ở Pháp. Quay trở lại Hoa Kỳ, họ định cư tại nhà Lansbury trong khu phố Rustic Canyon, Malibu. Vào năm 1951, cả hai đều nhập tịch Hoa Kỳ và giữ quốc tịch Anh của họ thông qua hai quốc tịch.

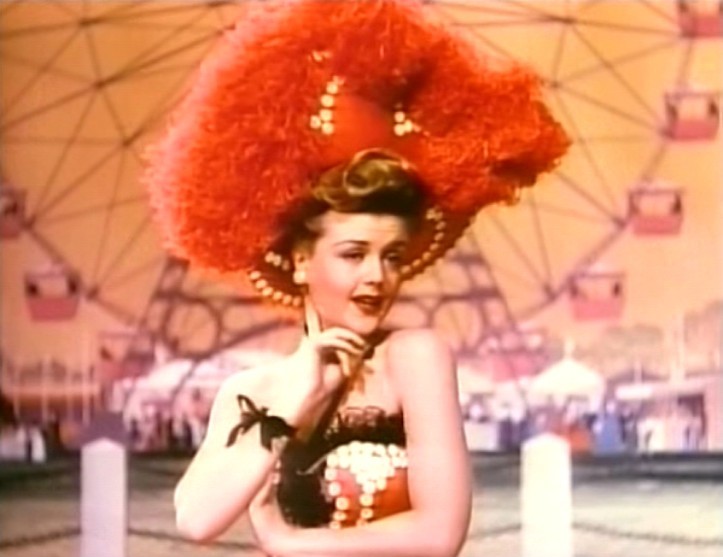
Lansbury trong những lần xuất hiện thời kì đầu của bà (Phim của MGM - Till the Clouds Roll By (1946))

Sau thành công của Gaslight và The Picture of Dorian Grey, MGM đã chọn Lansbury thử vai trong 11 bộ phim tiếp theo cho đến khi hợp đồng của bà với công ty kết thúc vào năm 1952. Giữ bà trong số những ngôi sao hạng B của họ, MGM dùng bà ít hơn các nữ diễn viên cùng tuổi; các nhà viết tiểu sử Edelman và Kupferberg tin rằng phần lớn những bộ phim này là "tầm thường", chẳng giúp ích gì cho sự nghiệp của bà. Quan điểm này được lặp lại bởi Cukor, người tin rằng Lansbury đã bị MGM "xuyên tạc". Bà nhiều lần được đóng vai phụ nữ lớn tuổi, thường là những vai phản diện, và kết quả là ngày càng không hài lòng khi làm việc với MGM, bà nhận xét rằng "Tôi cứ muốn đóng vai Jean Arthur, và ông Mayer cứ gán ghép tôi vào một loạt vai những đứa (điếm) dễ đi hối lộ". Bản thân công ty cũng phải chịu đựng sự sụt giảm doanh thu rạp chiếu phim sau năm 1948, kết quả là cắt giảm ngân sách phim và cắt giảm số lượng nhân viên của họ.
Lansbury đóng vai nhân vật người Mỹ đầu tiên của bà tên "Em", một ca sĩ hát nhạc đồng quê vào ban đêm nổi tiếng trong vở nhạc kịch miền Tây hoang dã từng đoạt giải Oscar The Harvey Girls; giọng hát của bà được lồng tiếng bởi Virginia Reese. Bà xuất hiện trong The Hoodlum Saint (1946), Till the Clouds Roll By (1947), If Winter Comes (1947), Tenth Avenue Angel (1948), The Three Musketeers (1948), State of the Union (1948) và The Red Danube (1949). Lansbury được MGM cho United Artists mượn đầu tiên với The Private Affairs of Bel Ami (1947), sau đó cho Paramount với Samson and Delilah (1949). Bà xuất hiện với vai một người hầu gái độc ác trong Kind Lady (1951) và một nữ thám hiểm người Pháp trong Mutiny (1952). Chuyển sang lĩnh vực phát thanh, năm 1948, Lansbury xuất hiện trong bản chuyển thể âm thanh của Somerset Maugham: Of Human Bondage cho Nhà hát của Đại học NBC và năm sau, bà đóng vai chính trong bản chuyển thể Pride and Prejudice của Jane Austen. Chuyển sang lĩnh vực truyền hình, bà xuất hiện trong một tập phim năm 1950 của Robert Montgomery Presents chuyển thể từ A.J.Cronin: The Citadel

## Giai đoạn giữa sự nghiệp

### The Manchurian Candidatevà những vai nhỏ: 1952 – 1965
Lansbury không hài lòng với vai trò mà bà đang được MGM giao cho nên đã yêu cầu quản lý của bà, Harry Friedman của MCA Inc., chấm dứt hợp đồng của bà vào năm 1952. Cùng năm đó, bà mang thai đứa con của Shaw và con trai Anthony của bà sinh ra đời. Ngay sau khi hậu sinh, bà tham gia các chuyến lưu diễn ở Bờ Đông với hai vở kịch trước đây của Broadway: Howard Lindsay và Russel Crouse's Remains to Be Seen và Louis Verneuil's Affairs of State. Người viết tiểu sử Margaret Bonanno sau đó tuyên bố rằng vào thời điểm này, sự nghiệp của Lansbury đã "xuống mức thấp nhất mọi thời đại". Vào tháng 4 năm 1953, cô con gái Deirdre Angela Shaw chào đời. Shaw có một cậu con trai trong cuộc hôn nhân trước, David, và sau khi giành được quyền nuôi dưỡng hợp pháp cậu bé vào năm 1953, đã đưa cậu đến California để sống với gia đình. Với ba đứa con để nuôi dạy, gia đình Shaw chuyển đến một ngôi nhà lớn hơn trên Đại lộ San Vicente ở Santa Monica. Tuy nhiên, Lansbury không cảm thấy hoàn toàn thoải mái trong bối cảnh xã hội Hollywood, sau đó khẳng định rằng do gốc gác người Anh của bà, "Ở Hollywood, tôi luôn cảm thấy mình như một người lạ ở một vùng đất lạ lẫm." Năm 1959, gia đình chuyển đến Malibu, định cư tại một ngôi nhà trên Đường cao tốc Bờ biển Thái Bình Dương do Aaron Green thiết kế; ở đó, bà và Peter thoát khỏi Hollywood, và có thể gửi con của họ đến một trường công lập địa phương.
Quay trở lại điện ảnh với tư cách là nữ diễn viên tự do, Lansbury nhận thấy mình là điển hình của những phụ nữ lớn tuổi (đôi khi già hơn nhiều) so với bản thân trong nhiều bộ phim mà bà xuất hiện trong thời kỳ này. Sau đó bà ấy cho rằng "Hollywood đã làm cho tôi già đi trước thời đại của tôi", lưu ý rằng ở độ tuổi 20, bà đã nhận được thư của người hâm mộ từ những người tin rằng bà ở độ tuổi 40. Bà nhận được những vai nhỏ trong các phim A Life at Stake (1954), A Lawless Street (1955) và The Purple Mask (1955), sau đó mô tả bộ phim cuối cùng là "bộ phim tệ nhất mà tôi từng làm". Bà đóng vai Công chúa Gwendolyn trong bộ phim hài The Court Jester (1956), sau đó vào vai người vợ giết chồng trong Please Murder Me (1956). Bà xuất hiện với vai Minnie Littlejohn trong The Long Hot Summer (1958), và vai Mabel Claremont trong The Reluctant Debutante (1958), bà quay ở Paris. Người viết tiểu sử Martin Gottfried nói rằng chính hai lần xuất hiện điện ảnh sau này đã khôi phục vị thế của Lansbury như một "nữ diễn viên hạng A". Trong suốt giai đoạn này, bà tiếp tục xuất hiện trên truyền hình, đóng vai chính trong các tập phim của Nhà hát Revlon Mirror, Nhà hát Ford và The George Gobel Show, và trở thành người thường xuyên gameshow, Pantomime Quiz.

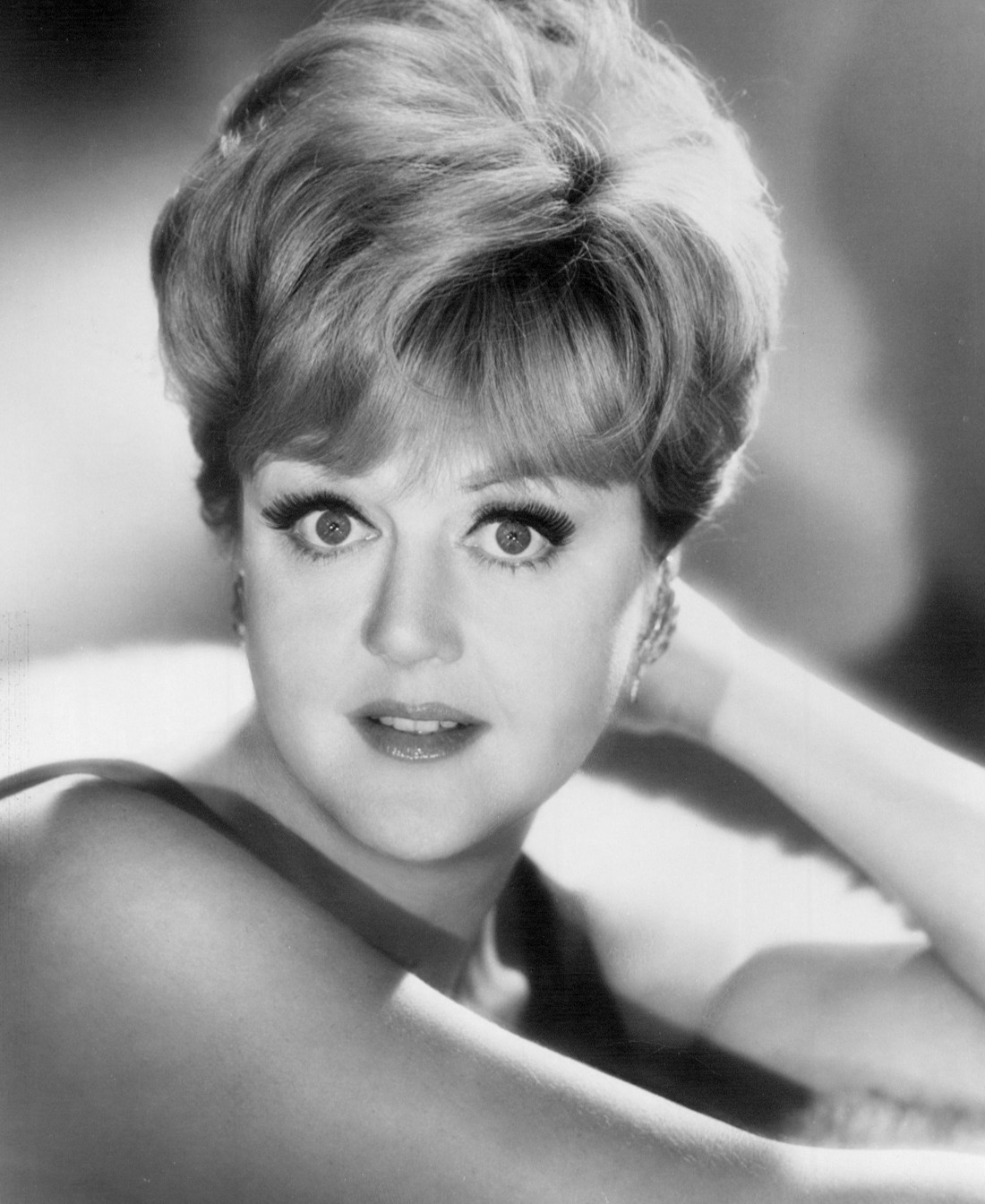
Lansbury trong một bức ảnh được chụp năm 1966

Vào tháng 4 năm 1957, bà ra mắt trên sân khấu Broadway tại Nhà hát Henry Miller trong Hotel Paradiso, một vở kịch Pháp do Peter Glenville đạo diễn. Vở kịch chỉ diễn ra trong 15 tuần, mặc dù bà nhận được nhiều đánh giá tốt cho vai Marcel Cat. Sau đó, bà nói rằng nếu như bà không xuất hiện trong vở kịch, thì "toàn bộ sự nghiệp của bà sẽ tiêu tan." Vào những năm 1960, bà tiếp tục ý nghĩ đó với sự xuất hiện trong buổi biểu diễn Broadway của A Taste of Honey tại Nhà hát Lyceum, do Tony Richardson và George Devine đạo diễn. Lansbury vào vai Helen, người mẹ thô lỗ, hay chửi mắng của Josephine (do Joan Plowright, đàn em của Lansbury chỉ 4 tuổi thủ vai), nhận xét rằng bà "rất hài lòng" với vai diễn này. Trong thời gian diễn ra chương trình, Lansbury đã kết thân với cả Plowright và người tình của Plowright, Laurence Olivier; chính từ căn hộ thuê của Lansbury trên Phố Đông 97, Plowright và Olivier đã bỏ trốn để kết hôn.
Sau khi xuất hiện được đánh giá khả quan trong Summer of the Seventeenth Doll (1959) - bộ phim mà bà đã quay ở vùng hẻo lánh của Úc - và một vai nhỏ trong A Breath of Scandal (1960), Lansbury xuất hiện trong Blue Hawaii (1961) với vai diễn là mẹ của một nhân vật do Elvis Presley thủ vai. Mặc dù cho rằng bộ phim có chất lượng kém, bà vẫn nhận xét rằng bà đồng ý xuất hiện trong đó vì bà đang "tuyệt vọng". Vai diễn gây thiện cảm hiếm hoi của Lansbury trong vai Mavis trong The Dark at the Top of the Stairs (1960) đã thu hút được lời tán dương của giới phê bình, cũng như màn trình diễn của bà với tư cách là một người mẹ phá hoại, thao túng trong All Fall Down (1962)  và nhà tư tưởng mưu mô Mrs. Iselin trong Phim kinh dị ở thời Chiến tranh Lạnh - The Manchurian Candidate (1962). John Frankenheimer đã chọn bà vào vai Iselin dựa trên màn trình diễn của bà trong All Fall Down. Lansbury chỉ lớn hơn nam diễn viên Laurence Harvey, người đóng vai con trai bà trong phim ba tuổi. Bà đồng ý xuất hiện trong The Manchurian Candidate sau khi đọc cuốn tiểu thuyết gốc, mà bà mô tả là "một trong những cuốn sách chính trị thú vị nhất mà tôi từng đọc". Các nhà viết tiểu sử Edelman và Kupferberg coi vai diễn này là "chiến thắng điện ảnh vẻ vang của cô ấy", trong khi Gottfried nói rằng đó là "bộ phim mạnh mẽ, đáng nhớ và đẹp nhất mà cô ấy từng thực hiện... cô ấy đã thể hiện bộ phim xuất sắc nhất của mình trong đó". Lansbury nhận được đề cử Giải Oscar cho Nữ diễn viên phụ xuất sắc thứ ba cho bộ phim, thua Patty Duke cho The Miracle Worker (1962).
Lansbury đã đóng vai Sybil Logan trong In the Cool of the Day (1963) - một bộ phim mà bà từ bỏ vì dở tệ - trước khi xuất hiện với vai Isabel Boyd giàu có trong The World of Henry Orient (1964) và góa phụ Phyllis trong Dear Heart (1964). Lần xuất hiện đầu tiên của bà trong một vở nhạc kịch sân khấu là vở nhạc kịch ngắn Anyone Can Whistle , được viết bởi Arthur Laurents và Stephen Sondheim. Là một tác phẩm thể nghiệm, nó được công chiếu tại Nhà hát Majestic ở Broadway vào tháng 4 năm 1964, nhưng đã bị giới phê bình chỉ trích và đóng cửa sau chín buổi biểu diễn. Lansbury đã đóng vai nữ thị trưởng quanh co Cora Hoover Hooper, và mặc dù bà yêu thích điểm số của Sondheim nhưng bà đã trải qua những xung đột quan điểm với Laurents và rất vui khi vở diễn kết thúc. Bà xuất hiện trong The Greatest Story Ever Told (1965), một bộ phim tiểu sử về Chúa Giê-su, nhưng đã bị cắt gần như hoàn toàn khỏi bản chỉnh sửa cuối cùng. Sau đó, bà xuất hiện với vai Mama Jean Bello trong Harlow (1965), vai Lady Blystone trong The Amorous Adventures of Moll Flanders (1965), và vai Gloria trong Mister Buddwing (1966). Mặc dù nhiều vai diễn điện ảnh của bà đã được đón nhận nồng nhiệt, nhưng danh hiệu "Ngôi sao phim nhựa" lại lảng tránh Lansbury, và bà ngày càng không hài lòng với những vai phụ này, cảm thấy rằng không ai cho phép bà khám phá tiềm năng của mình với tư cách là một diễn viên.

### Mameand Ngôi sao sáng sân khấu: 1966–1969
Tôi đã là một người vợ và một người mẹ, và tôi đã hoàn toàn viên mãn vì điều đó. Nhưng chồng tôi đã nhận ra những dấu hiệu trong tôi rằng 'Em đã làm vườn đủ rồi, em đã nấu đủ những bữa tối ngon rồi, em đã ngồi quanh nhà và suy nghĩ xem mình có thể nhúng tay vào trang trí nội thất thêm gì nữa.' Đó là một điều tò mò với các diễn viên và nữ diễn viên, nhưng đột nhiên chuông báo thức vang lên. Chồng tôi là một người rất nhạy cảm với tâm trạng của tôi và anh ấy nhận ra rằng tôi phải tiếp tục với một số thứ. Mame bất ngờ xuất hiện đúng vào lúc này. Bây giờ đó không phải là một phép lạ sao?
Năm 1966, Lansbury đảm nhận vai chính Mame Dennis trong vở nhạc kịch Mame, vở nhạc kịch chuyển thể của Jerry Herman từ tiểu thuyết năm 1955 của Auntie Mame. Lựa chọn đầu tiên của đạo diễn cho vai diễn này là Rosalind Russell, người đã đóng vai Mame trong bộ phim chuyển thể phi ca nhạc năm 1958, nhưng bà ấy đã từ chối. Lansbury tích cực tìm kiếm vai diễn với hy vọng nó sẽ đánh dấu một sự thay đổi trong sự nghiệp của bà. Khi bà được chọn, nó đã gây bất ngờ cho các nhà phê bình sân khấu, những người tin rằng vai diễn này sẽ thuộc về một nữ diễn viên nổi tiếng hơn; Lansbury 41 tuổi, và đây là vai chính đầu tiên của bà. Mame Dennis là một nhân vật quyến rũ, với hơn 20 lần thay trang phục trong suốt vở kịch, và vai diễn của Lansbury bao gồm mười bài hát và điệu nhảy mà bà đã tập luyện rất nhiều. Xuất hiện lần đầu ở Philadelphia và sau đó là Boston, Mame mở màn tại Nhà hát Winter Garden trên đường Broadway vào tháng 5 năm 1966. Dì Mame đã nổi tiếng trong cộng đồng đồng tính nam, và Mame đã thu hút cho Lansbury một lượng lớn người theo dõi đồng tính nam, điều mà sau này bà cho rằng Mame Dennis là "ý tưởng về sự quyến rũ của mọi người đồng tính... Mọi thứ về Mame đều trùng hợp với mọi ý tưởng của chàng trai trẻ về vẻ đẹp và vinh quang và điều đó thật dễ thương."
Những đánh giá về hoạt động của Lansbury rất tích cực. Trên tờ The New York Times, Stanley Kauffmann đã viết: "Cô Lansbury là một nữ diễn viên vừa hát vừa nhảy, không phải một ca sĩ hay một vũ công kiêm diễn xuất... Trong vai diễn marathon này, cô ấy có sự thông minh, đĩnh đạc, ấm áp và rất lạnh lùng." Vai diễn này giúp Lansbury nhận được giải Tony đầu tiên cho Nữ diễn viên chính xuất sắc nhất trong một vở nhạc kịch, cũng như giải Antoinette Perry. Người viết tiểu sử sau này của Lansbury, Margaret Bonanno, cho rằng Mame đã biến Lansbury thành một "siêu sao", bản thân nữ diễn viên cũng nhận xét về thành công của bà: "Mọi người đều yêu mến bạn, mọi người đều yêu thích thành công và tận hưởng nó nhiều như bạn vậy. Và nó kéo dài như miễn là bạn ở trên sân khấu đó và miễn là bạn tiếp tục bước ra khỏi cánh cửa sân khấu đó."
Ngoài sân khấu, Lansbury tiếp tục xuất hiện trên truyền hình, chẳng hạn như trong chương trình Đặc biệt Lễ tạ ơn của Perry Como vào tháng 11 năm 1966. Bà cũng tham gia vào các hoạt động từ thiện nổi tiếng, chẳng hạn như xuất hiện với tư cách khách mời danh dự tại tiệc trưa phúc lợi hàng năm March of Dimes năm 1967. Bà được mời đóng vai chính trong một buổi biểu diễn âm nhạc cho lễ trao giải Oscar năm 1968, và đồng tổ chức lễ trao giải Tony năm đó với anh rể cũ Peter Ustinov. Năm đó, Câu lạc bộ bánh pudding của Đại học Harvard bầu chọn bà là "Người phụ nữ của năm". Khi bộ phim chuyển thể từ Mame được đưa vào sản xuất, Lansbury hy vọng sẽ được mời đóng vai này, nhưng thay vào đó, lại thuộc về Lucille Ball, một thành công vang dội về doanh thu phòng vé. Lansbury coi đây là "một trong những nỗi thất vọng cay đắng nhất của tôi". Cuộc sống cá nhân của bà càng phức tạp hơn khi bà biết rằng cả hai đứa con của mình đều dính líu đến thành phần phản động của những năm 1960 và đã sử dụng thuốc kích thích; kết quả là Anthony nghiện cocaine và heroin.
Lansbury nối tiếp thành công của Mame với vai diễn Nữ bá tước Aurelia, một người lập dị 75 tuổi người Paris trong Dear World, một bản chuyển thể âm nhạc của The Madwoman of Chaillot của Jean Giraudoux. Buổi biểu diễn mở màn tại Nhà hát Mark Hellinger của Broadway vào tháng 2 năm 1969, nhưng Lansbury nhận thấy đây là một trải nghiệm "khá buồn". Các bài đánh giá về màn trình diễn của bà rất tích cực và cô ấy đã được trao Giải Tony thứ hai trên cơ sở đó. Tuy nhiên, các bài đánh giá về chương trình nói chung là rất trái chiều, và nó đã kết thúc sau 132 buổi biểu diễn. Bà tiếp nối điều này với sự xuất hiện trong vai chính của vở nhạc kịch Prettybelle, dựa trên Prettybelle: A Lively Tale of Rape and Resurrection của Jean Arnold. Lấy bối cảnh ở Deep South, phim đề cập đến các vấn đề phân biệt chủng tộc, trong đó Lansbury đóng vai một người nghiện rượu giàu có tìm cách quan hệ tình dục với đàn ông da đen. Vở kịch mở màn ở Boston, nhưng nhận được đánh giá không tốt và bị hủy bỏ trước khi đến Broadway. Lansbury sau đó đã mô tả vở kịch là "một sự thất bại hoàn toàn và hoàn toàn", thừa nhận rằng theo ý kiến của bà, "màn trình diễn thật tệ hại" của bà ấy.

### Ireland vàGypsy: 1970 - 1978
Vào đầu những năm thập niên 70, Lansbury từ chối một số vai diễn trong phim, bao gồm vai chính trong The Killing of Sister George (1968) và vai Y tá Ratched trong One Flew Over the Cuckoo's Nest (1975) vì bà không hài lòng về những vai diễn này. Thay vào đó, bà nhận vai Nữ bá tước von Ornstein, một quý tộc Đức lớn tuổi đem lòng yêu một chàng trai trẻ hơn, trong Something for Everyone (1970), được quay tại ở Hohenschwangau, Bavaria. Cùng năm đó, bà xuất hiện trong vai phù thủy trung niên người Anh Eglantine Price trong bộ phim Disney Bedknobs and Broomsticks (1971). Đây là vai chính đầu tiên của bà trong một bộ phim điện ảnh nhạc kịch, và nó đã đánh dấu sự xuất hiện của bà trên sóng truyền hình như chương trình David Frost. Sau đó, bà ấy cho rằng bộ phim này là một thành công lớn về mặt thương mại, thì nó đã "đã nắm chắc cho tôi một lượng lớn khán giả".
Năm 1970 là một năm đau buồn đối với gia đình Lansbury, khi Peter trải qua ca thay khớp háng, Anthony dùng ma túy quá độ và hôn mê, còn ngôi nhà ở Malibu của gia đình bị thiêu rụi trong một đám cháy. Sau đó, họ mua Knockmourne Glebe, một trang trại được xây dựng vào những năm 1820 nằm gần Conna ở vùng nông thôn County Cork, và sau khi Anthony ngừng sử dụng cocaine và heroin, họ đã đưa anh đến đó để cai nghiện ma túy. Sau đó, anh đăng ký vào Trường Webber-Douglas, trường cũ của mẹ anh, và trở thành một diễn viên chuyên nghiệp, trước khi chuyển sang làm đạo diễn truyền hình. Lansbury và chồng không trở lại California, thay vào đó, họ phân chia thời gian giữa Cork và Thành phố New York, nơi họ sống trong một căn hộ đối diện Trung tâm Lincoln.
Ở Ireland, người làm vườn của chúng tôi] không biết tôi là ai. Thật đúng như vậy. Tôi chỉ là bà Shaw, chuyện đó làm tôi hài lòng đến dường nào. Tôi đã hoàn toàn ẩn danh trong những ngày đó, điều đó thật tuyệt vời.
Năm 1972, Lansbury trở lại West End của London để biểu diễn trong vở kịch sân khấu All Over thuộc Công ty Royal Shakespeare của Edward Albee tại Nhà hát Aldwych. Bà vào vai tình nhân của một triệu phú New England đang hấp hối, và mặc dù có nhiều ý kiến trái chiều về vở kịch, nhưng diễn xuất của Lansbury vẫn được khen ngợi rộng rãi. Tiếp theo đó là việc bà miễn cưỡng tham gia vào bản làm lại của Mame, khi đó đang lưu diễn ở Hoa Kỳ, sau đó quay trở lại West End để đóng vai nhân vật Rose trong vở nhạc kịch Gypsy. Ban đầu, bà đã từ chối vai diễn này, không muốn ở trong cái bóng của Ethel Merman, người đã thể hiện nhân vật này trong tác phẩm gốc của Broadway, nhưng cuối cùng đã chấp nhận; khi chương trình bắt đầu vào tháng 5 năm 1973, Lansbury đã nhận được sự hoan nghênh nhiệt liệt và nhận được nhiều lời khen ngợi. Định cư tại một căn hộ ở Belgravia, bà nhanh chóng được xã hội London yêu cầu, tổ chức những bữa tối để vinh danh bà. Sau thời kì đỉnh cao của cuộc chạy đua ở London, năm 1974, vở Gypsy lưu diễn ở Hoa Kỳ; ở Chicago, Lansbury đã được trao Giải thưởng Sarah Siddons cho màn trình diễn của bà. Buổi biểu diễn cuối cùng đã đến được Broadway, nơi nó diễn ra cho đến tháng 1 năm 1975. Một thành công quan trọng, nó đã mang về cho Lansbury Giải Tony thứ ba. Sau vài tháng nghỉ ngơi, vở Gypsy lại được luư diễn khắp cả nước vào mùa hè năm 1975.
Lansbury muốn tiếp nối thành công từ nhạc kịch nên đã nhận vai Gertrude trong vở kịch  Hamlet của William Shakespeare của Công ty Nhà hát Quốc gia, được dàn dựng tại Old Vic. Được đạo diễn bởi Peter Hall, quá trình sản xuất kéo dài từ tháng 12 năm 1975 đến tháng 5 năm 1976, nhận được nhiều ý kiến trái chiều; Lansbury không thích vai diễn này, sau đó nhận xét rằng bà phải "rất cố gắng khi đóng những vai bị gò bó" chẳng hạn như Gertrude. Tâm trạng của bà trở nên tồi tệ hơn sau cái chết của mẹ bà vào tháng 11 năm 1975. Lần xuất hiện sân khấu tiếp theo của bà là trong hai vở kịch một màn của Albee, Counting the Ways và Listening, được biểu diễn song song tại Hartford Stage Company ở Connecticut. Có nhiều ý kiến trái chiều về quá trình sản xuất, mặc dù Lansbury một lần nữa được chọn ra để nhận được lời tán thưởng. Tiếp theo đó là một chuyến lưu diễn cho vở Gypsy làm lại khác. Vào tháng 4 năm 1978, Lansbury xuất hiện trong 24 buổi biểu diễn làm lại vở nhạc kịch The King and I được dàn dựng tại Nhà hát Uris của Broadway; Lansbury đóng vai bà Anna, thay thế Constance Towers, người đang trong thời gian nghỉ ngơi ngắn hạn. Vai diễn điện ảnh đầu tiên của bà sau bảy năm là tiểu thuyết gia Salome Otterbourne trong bộ phim chuyển thể của Agatha Christie - Death on the Nile vào năm 1978, được quay ở cả London và Ai Cập. Trong phim, Lansbury đóng vai chính cùng với Ustinov và Bette Davis, những người đã trở thành bạn thân của nhau. Vai diễn đã mang lại cho Lansbury giải thưởng National Board of Review cho Nữ diễn viên phụ xuất sắc nhất năm 1978.

### Sweeney Toddvà tiếp tục sự nghiệp trên màn ảnh rộng: 1979–1984
Vào tháng 3 năm 1979, Lansbury xuất hiện với vai Nellie Lovett trong Sweeney Todd: The Demon Barber of Fleet Street, một vở nhạc kịch, soạn nhạc bởi Sondheim, do Harold Prince đạo diễn. Mở màn tại Nhà hát Uris, bà đóng vai chính cùng với Len Cariou trong vai Sweeney Todd - thợ cắt tóc giết người ở London thế kỷ 19. Sau khi được mời đóng vai này, bà đã chớp lấy cơ hội nhờ sự tham gia của Sondheim, nhận xét rằng bà yêu thích "sự thông minh và dí dỏm phi thường trong lời bài hát của anh ấy." Bà ấy vẫn đảm nhận vai diễn này trong 14 tháng trước khi được thay thế bởi Dorothy Loudon; vở nhạc kịch nhận được nhiều ý kiến phê bình trái chiều, mặc dù đã mang về cho Lansbury Giải Tony lần thứ tư và Giải Ruby của tạp chí After Dark cho Nghệ sĩ biểu diễn sân khấu của năm. Bà trở lại vai diễn này vào tháng 10 năm 1980 trong chuyến lưu diễn Hoa Kỳ kéo dài 10 tháng; quá trình sản xuất cũng được quay và phát sóng trên Entertainment Channel.
Năm 1982, Lansbury đảm nhận vai một bà nội trợ thuộc tầng lớp trung lưu thượng lưu, người bảo vệ quyền của người lao động trong A Little Family Business, một vở diễu cợt lấy bối cảnh ở Baltimore, trong đó con trai bà Anthony cũng đóng vai chính. Nó ra mắt tại Nhà hát Ahmanson của Los Angeles trước khi chuyển đến Nhà hát Martin Beck của Broadway. Nó bị chỉ trích gay gắt và vấp phải sự phản đối từ cộng đồng người Mỹ gốc Nhật ở California vì đã đưa vào những lời nói xấu chống Nhật. Năm đó, Lansbury được giới thiệu vào Đại sảnh Danh vọng Nhà hát Hoa Kỳ, và năm sau xuất hiện trong vở dựng lại Mame tại Nhà hát Gershwin ở Broadway. Mặc dù Lansbury được khen ngợi, nhưng buổi biểu diễn lại thất bại về mặt thương mại, Lansbury cho rằng: "Tôi nhận ra rằng đó không phải là một buổi biểu diễn của ngày nay. Đó là một tác phẩm cổ trang."
Một số ít người đã nhìn thấy tôi trên sân khấu. [Truyền hình] là cơ hội để tôi trình diễn trước đông đảo công chúng Hoa Kỳ, và tôi nghĩ đó là cơ hội mà bạn không nên bỏ qua... Tôi muốn tiếp cận mọi người. Tôi không muốn chỉ tiếp cận những người có thể trả 45 hoặc 50 đô la cho một chỗ ngồi [ở rạp hát].
Làm việc cực lực trong lĩnh vực điện ảnh, năm 1979 Lansbury xuất hiện với vai Miss Froy trong The Lady Vanishes, bản làm lại từ bộ phim năm 1938 của Alfred Hitchcock. Năm sau, bà xuất hiện trong The Mirror Crack'd, một bộ phim khác dựa trên tiểu thuyết của Agatha Christie, lần này là Miss Marple, một thám tử ở Kent những năm 1950. Lansbury hy vọng thoát khỏi mô tả về vai diễn nổi tiếng của Margaret Rutherford, thay vào đó quay lại mô tả của Christie về nhân vật. Bà đã được ký hợp đồng để xuất hiện trong hai phần tiếp theo với vai Miss Marple, nhưng những phần tiếp theo này chưa bao giờ được thực hiện. Bộ phim tiếp theo của Lansbury là phim hoạt hình Kỳ lân cuối cùng (1982), trong đó bà lồng tiếng cho phù thủy Mommy Fortuna.
Quay trở lại với lĩnh vực điện ảnh âm nhạc, bà đóng vai Ruth trong The Pirates of Penzance (1983), một bộ phim dựa trên vở opera truyện tranh cùng tên của Gilbert và Sullivan, và trong khi quay phim ở London, bà đã hát trong bản thu âm vở Opera của The Beggar. Tiếp theo đó là vai bà ngoại trong bộ phim giả tưởng Gothic The Company of Wolves (1984). Lansbury cũng bắt đầu làm việc cho truyền hình, xuất hiện trong một bộ phim truyền hình năm 1982 với Bette Davis có tựa đề Little Gloria... Happy at Last. Bà tiếp nối điều này với sự xuất hiện trong The Gift of Love: A Christmas Story (1983) của CBS, sau đó mô tả nó là "điều đơn giản nhất mà bạn có thể tưởng tượng." Một bộ phim truyền hình của BBC tiếp theo, A Talent for Murder (1984) , trong đó bà đóng vai một nhà văn bí ẩn ngồi xe lăn; mặc dù mô tả đó là "một công việc thúc giục", nhưng bà đã đồng ý làm việc đó để hợp tác với bạn diễn Laurence Olivier. Hai phim truyền hình ngắn nữa có Lansbury xuất hiện vào năm 1984: Lace and The First Olympics: Athens 1896.

## Nổi tiếng toàn cầu

### Phim truyền hình: Murder, She Wrote: 1984–2003

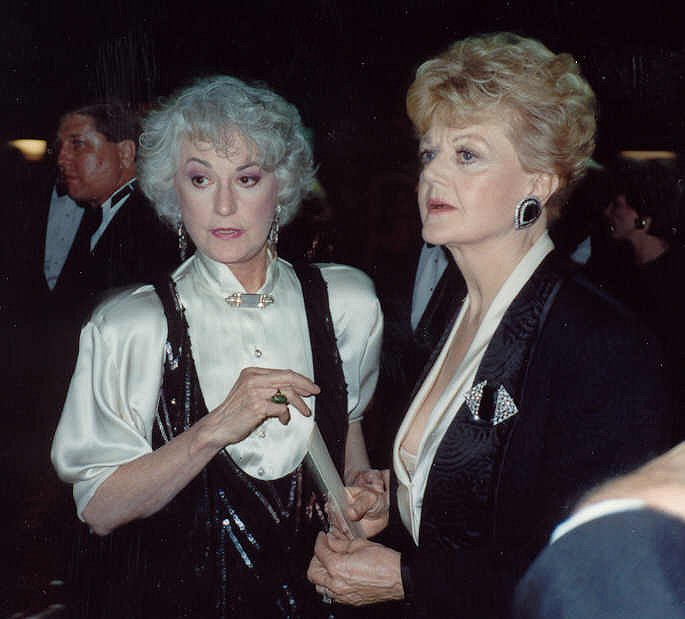
Lansbury cùng với diễn viên nguyên bản vở Mame sân khấu Broadway Bea Arthur tại Lễ trao Giải lần thứ 41 Primetime Emmy vào năm 1989.

Năm 1983, Lansbury được nhận hai vai chính cho phim truyền hình, một là phim sit-com và còn lại là phim thám tử kịch tính dài tập. Dĩ nhiên là bà không thể làm được cả hai cùng một lúc nên công ty chủ quản của bà đã đề nghị bà chọn vai sit-com; còn Lansbury thì chọn vai còn lại. Bộ phim dài tập: Murder, She Wrote tập trung vào nhân vật Jessica Fletcher, một giáo viên trường học đã nghỉ hưu từ thị trấn hư cấu Cabot Cove, Maine. Fletcher được miêu tả là một tiểu thuyết gia trinh thám có tiếng, người cũng đã giải quyết các vụ giết người gặp phải trong chuyến du hành của cô ấy. Lansbury mô tả nhân vật này là "một cô Marple người Mỹ".
Loạt phim do Peter S. Fischer, Richard Levinson và William Link  tạo nên, những người trước đó đã thành công với Columbo, và vai Fletcher lần đầu tiên được giao cho Jean Stapleton, người đã từ chối vai trước đó. Tập phim thể nghiệm, "The Murder of Sherlock Holmes", được công chiếu lần đầu trên CBS vào ngày 30 tháng 9 năm 1984, phần còn lại của phần đầu tiên được phát sóng vào Chủ nhật từ 8 giờ đến 9 giờ tối. Mặc dù nhận được nhiều ý kiến phê bình trái chiều, nhưng nó khiến cho bộ phim nổi tiếng, với phần thể nghiệm có bảng xếp hạng Nielsen là 18,9 và phần đầu tiên được xếp hạng cao nhất trong khoảng thời gian đó. Mặc dù được thiết kế để các gia đình xem, chủ đề của nó lại tránh mô tả bạo lực hoặc máu me, theo định dạng "whodunit" hơn là định dạng của hầu hết các chương trình tội phạm đương đại của Hoa Kỳ. Bản thân Lansbury đã nhận xét rằng "tốt nhất là không có bạo lực. Tôi ghét bạo lực."
Lansbury đã đưa ra ý tưởng sáng tạo về trang phục, trang điểm và tóc của Fletcher, đồng thời từ chối áp lực từ các nhà điều hành mạng để đưa nhân vật vào một mối quan hệ, tin rằng nhân vật nên tiếp tục là một phụ nữ độc thân mạnh mẽ. Khi bà tin rằng người viết kịch bản đã khiến Fletcher làm hoặc nói những điều không phù hợp với tính cách của nhân vật, Lansbury đảm bảo rằng kịch bản đã được thay đổi. Bà coi Fletcher là hình mẫu cho những khán giả nữ lớn tuổi, ca ngợi "sức hấp dẫn to lớn, toàn cầu của cô ấy - đó là thành tích mà tôi chưa bao giờ mong đợi trong suốt cuộc đời mình." Hoa Kỳ vì có một nhân vật nữ lớn tuổi hơn làm nhân vật chính, mở đường cho loạt phim sau này như The Golden Girls. Lansbury nhận xét rằng "Tôi nghĩ đây là lần đầu tiên một chương trình thực sự hướng đến khán giả trung niên", và mặc dù nó phổ biến nhất đối với người cao tuổi, nhưng dần dần nó đã thu hút được lượng khán giả trẻ hơn; đến năm 1991, một phần ba số người xem dưới 50 tuổi. Phim liên tục đạt được xếp hạng cao trong hầu hết thời lượng phát sóng, vượt xa các đối thủ cùng khung giờ như Amazing Stories của Steven Spielberg trên NBC. Năm 1987, một phần ngoài truyện được sản xuất, The Law & Harry McGraw, mặc dù nó chỉ tồn tại trong thời gian ngắn.
Khi Murder, She wrote tiếp tục, Lansbury đảm nhận một vai trò lớn hơn ở hậu trường. Năm 1989, công ty riêng của bà, Corymore Productions, bắt đầu đồng sản xuất chương trình với Universal. Lansbury bắt đầu cảm thấy mệt mỏi với loạt phim này, đặc biệt là thời gian làm việc kéo dài, nói rằng mùa giải 1990–91 sẽ là mùa cuối cùng. Bà đã thay đổi quyết định sau khi được bổ nhiệm làm nhà sản xuất điều hành cho mùa 1992–93, điều mà bà cảm thấy "khiến tôi thấy ít hứng thú hơn." Đối với mùa thứ bảy, bối cảnh chính của chương trình chuyển đến Thành phố New York, nơi Fletcher đã nhận công việc giảng dạy tội phạm học tại Đại học Manhattan; động thái này, được đề xuất bởi Lansbury, là một nỗ lực để thu hút khán giả nhỏ tuổi. Sau khi trở thành "Thành lập Đêm Chủ nhật " ở Hoa Kỳ, xếp hạng của chương trình đã được cải thiện vào đầu những năm 1990, trở thành nằm trong top 5 chương trình.

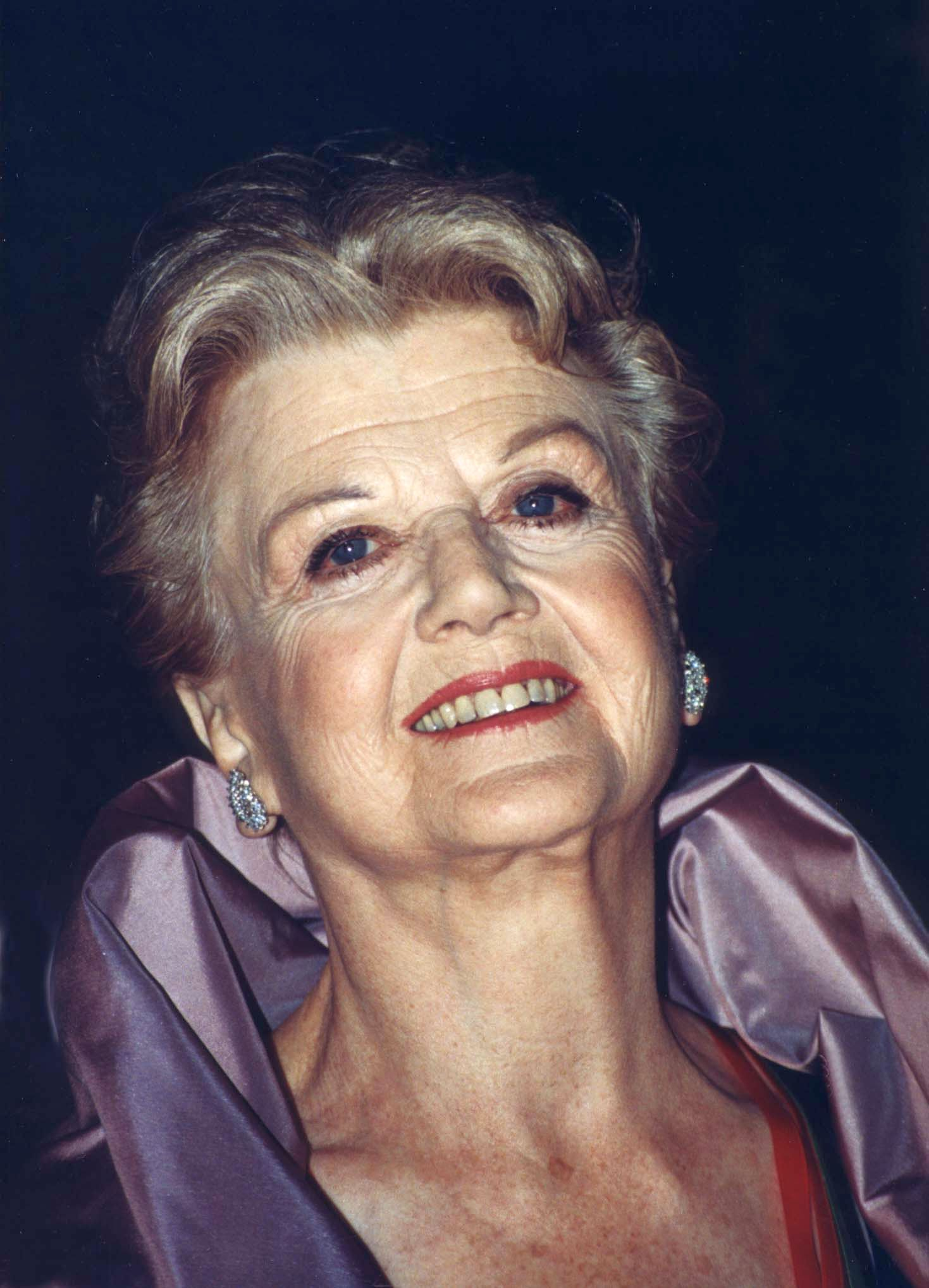
Bức ảnh của Lansbury được chụp ở Trung tâm Kennedy - Washington D.C vào năm 2000

Với hy vọng thu hút được lượng khán giả lớn hơn cho mùa thứ 11 của chương trình, các giám đốc điều hành của CBS đã chuyển Murder, She Wrote sang lúc 8 giờ tối thứ Năm, đối đầu với bộ phim sitcom mới của NBC, Friends. Lansbury tức giận với động thái này, tin rằng nó phớt lờ fan cứng của chương trình. Đây sẽ là mùa cuối cùng của loạt phim. Tập cuối cùng được phát sóng vào ngày 19 tháng 5 năm 1996, và kết thúc với cảnh Lansbury đọc thông điệp "Tạm biệt Jessica". Trên tờ The Washington Post, Tom Shales cho rằng loạt phim đã trở thành "nạn nhân một phần của sự cuồng nhiệt của giới trẻ trên truyền hình thương mại". Người hâm mộ của chương trình đã có "sự phản đối lớn" về việc hủy bỏ chương trình. Vào thời điểm đó, nó đã gắn Hawaii Five-O gốc là bộ phim truyền hình trinh thám dài nhất trong lịch sử.
Ban đầu, Lansbury có kế hoạch cho một bộ phim truyền hình Murder, She Wrote sẽ là một vở nhạc kịch do Jerry Herman sáng tác; dự án đó không thành hiện thực nhưng đã dẫn đến bộ phim truyền hình năm 1996 Mrs. Santa Claus, với Lansbury đóng vai vợ của ông già Noel, đã chứng tỏ là một thành công về tỉ suất người xem. Murder, She Wrote tiếp tục chứng tỏ được sức hút khi vượt mặt một số bộ phim truyền hình: South By Southwest năm 1997, A Story To Die For năm 2000, The Last Free Man năm 2001, và The Celtic Riddle năm 2003. Vai diễn Fletcher sẽ là vai diễn thành công và nổi bật nhất trong sự nghiệp của Lansbury và sau đó bà đã chỉ trích khả năng khởi động lại loạt phim với một nữ diễn viên khác đóng vai chính.
Trong suốt quá trình quay Murder, She Wrote, Lansbury tiếp tục xuất hiện trong các bộ phim truyền hình, miniseries và điện ảnh khác. Năm 1986, Bà cùng Kirk Douglas dẫn chương trình buổi biểu diễn trên truyền hình của Dàn nhạc giao hưởng New York tưởng niệm 100 năm Tượng Nữ thần Tự do. Cùng năm đó, bà xuất hiện với tư cách là mẹ của nhân vật chính trong Rage of Angels: The Story Continues, và vào năm 1988, bà đóng vai Nan Moore - mẹ của một nạn nhân trong vụ tai nạn máy bay Chuyến bay 007 của Korean Air Lines ngoài đời thực - trong Shootdown. Năm 1989, bà xuất hiện trong The Shell Seekers với vai một phụ nữ Anh đang hồi phục sau cơn đau tim, và năm 1990, bà đóng vai chính trong The Love She Sought với vai một giáo viên trường học người Mỹ phải lòng một linh mục Công giáo khi đến thăm Ireland; Lansbury cho rằng đó là "câu chuyện của một người phụ nữ tuyệt vời." Tiếp theo, Lansbury đóng vai chính là chú gà trống cùng tên trong một bộ phim truyền hình chuyển thể từ tiểu thuyết Mrs 'Arris Goes to Paris, do con trai bà đạo diễn và con trai riêng của bà điều hành sản xuất.
Vai diễn điện ảnh nổi tiếng nhất của Lansbury kể từ The Manchurian Candidate là lồng tiếng cho ấm trà biết hát Bà Potts trong phim hoạt hình Disney Người đẹp và quái vật năm 1991, trong đó bà thể hiện ca khúc chủ đề của phim. Bà coi sự xuất hiện là một món quà cho ba đứa cháu của mình. Lansbury lại lồng tiếng cho một nhân vật hoạt hình, lần này là giọng của Thái hậu Dowager, cho bộ phim năm 1997 Anastasia.
Sự nổi tiếng của bộ phim Murder, She Wrote của Lansbury dẫn đến việc bà được nhận để xuất hiện trong các quảng cáo và thông tin thương mại cho Bufferin, MasterCard và Công ty Beatrix Potter. Năm 1988, bà phát hành một video VHS có tựa đề Angela Lansbury's Positive Moves: My Personal Plan for Fitness and Well-Being, trong đó bà phác thảo thói quen tập thể dục cá nhân của mình và năm 1990 xuất bản một cuốn sách có cùng tựa đề được đồng sáng tác với Mimi Avins, mà bà dành tặng cho mẹ mình. Nhờ công việc của mình, bà đã được trao tặng CBE bởi chính phủ Anh, trao cho bà trong một buổi lễ của Charles, Hoàng tử xứ Wales, tại lãnh sự quán Anh ở Los Angeles. Trong khi sống phần lớn thời gian trong năm ở California, Lansbury đã trải qua kỳ Giáng sinh và mùa hè tại Corymore House, một trang trại nhìn ra Đại Tây Dương gần Ballywilliam, County Cork, nơi bà đã xây dựng như một ngôi nhà gia đình vào năm 1991.

### Những năm cuối sự nghiệp: 2003 - 2022
Trong những năm sau phim truyền hình Murder, She wrote, Lansbury ngày càng lo lắng đến sức khỏe ngày càng xấu đi của chồng mình; chính vì lý do này mà bà đã từ bỏ vai chính trong vở nhạc kịch The Visit năm 2001 của Kander and Ebb trước khi nó được mở bán. Peter qua đời vào tháng 1 năm 2003 vì suy tim sung huyết tại nhà của hai vợ chồng ở Brentwood. Lansbury cảm thấy rằng sau sự kiện này bà sẽ không đảm nhận bất kỳ vai diễn chính nào nữa, có lẽ chỉ xuất hiện với vai diễn khách mời. Vì muốn dành nhiều thời gian hơn ở Thành phố New York, năm 2006, bà đã mua một căn hộ chung cư trị giá 2 triệu đô la ở Manhattan.

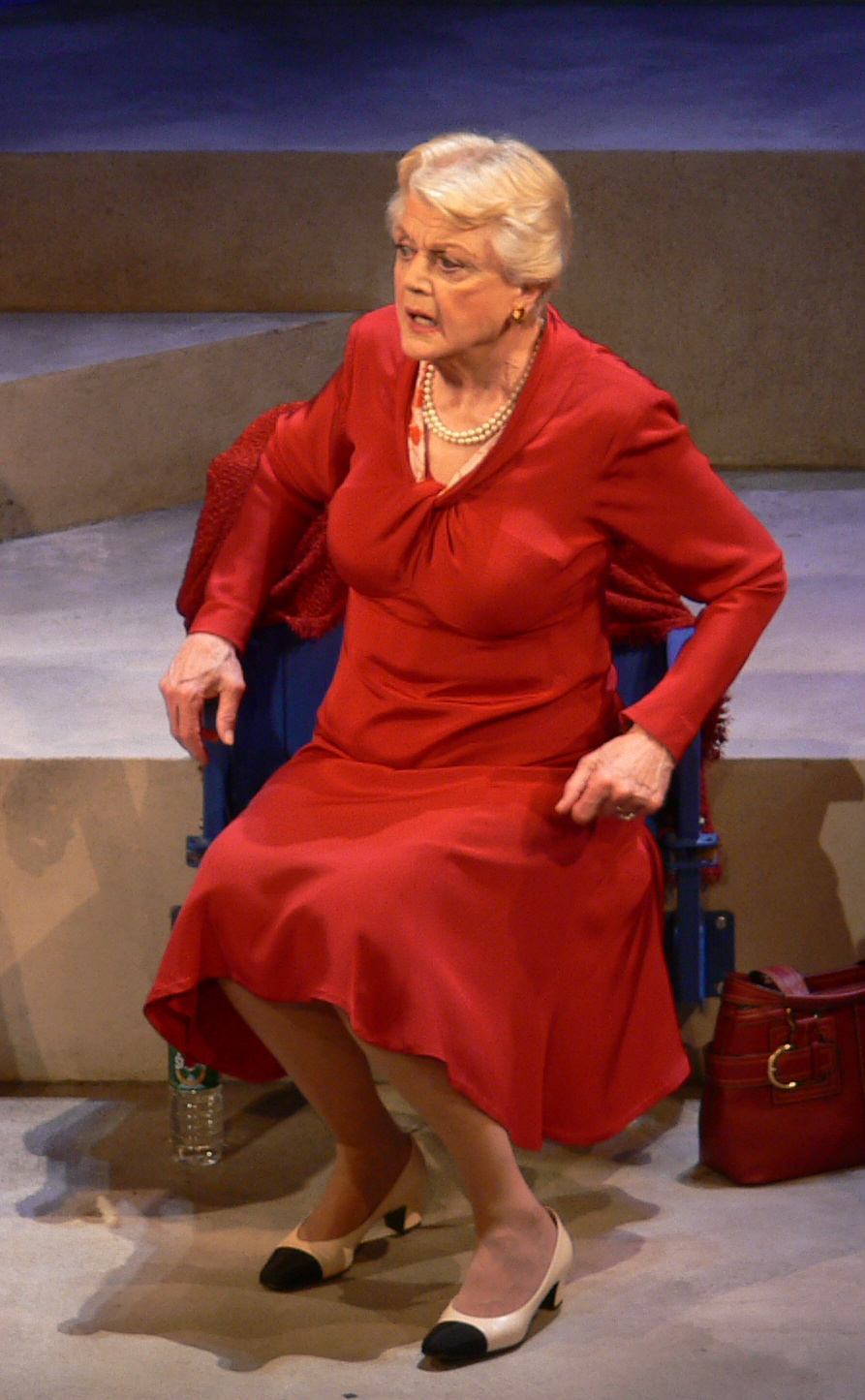
Bức ảnh Lansbury đang diễn vở Deuce trên sân khấu Broadway năm 2007

Lansbury xuất hiện trong 1 mùa 6 tập của chương trình truyền hình Law and Order: Special Victims Unit, nhờ đó bà được đề cử giải Emmy năm 2005. Bà cũng đóng vai chính trong bộ phim Nanny McPhee năm 2005 trong vai dì Adelaide, sau đó bà nói với một người phỏng vấn rằng việc thực hiện bộ phim này đã "kéo tôi ra khỏi vực thẳm" sau cái chết của chồng. Lansbury trở lại sân khấu Broadway sau 23 năm vắng bóng trong Deuce, một vở kịch của Terrence McNally công diễn tại Nhà hát Music Box vào tháng 5 năm 2007 trong thời gian 18 tuần. Lansbury đã nhận được đề cử Giải Tony cho Nữ diễn viên chính xuất sắc nhất trong vở kịch cho vai diễn của bà. Vào tháng 3 năm 2009, trở lại với Broadway để làm lại vở Blithe Spirit tại Nhà hát Shubert, nơi bà đảm nhận vai Madame Arcati. Sự xuất hiện này đã mang về cho bà giải Tony cho Nữ diễn viên chính xuất sắc nhất trong một vở kịch; đây là Giải Tony thứ năm của bà, đồng hạng với người giữ kỷ lục trước đó về số Giải Tony, Julie Harris. Từ tháng 12 năm 2009 đến tháng 6 năm 2010, Lansbury sau đó đóng vai Madame Armfeldt trong vở nhạc kịch dựng lại A Little Night Music ở sân khấu Broadway tại Nhà hát Walter Kerr. Vai diễn đã mang về cho bà đề cử Giải Tony lần thứ bảy. Tháng 5 năm 2010, bà được trao bằng tiến sĩ danh dự của Trường Âm nhạc Manhattan. Sau đó, bà xuất hiện trong bộ phim Mr. Popper's Penguins năm 2011, đóng với Jim Carrey.
Từ tháng 3 đến tháng 7 năm 2012, Lansbury xuất hiện với tư cách là người ủng hộ quyền phụ nữ Sue-Ellen Gamadge trong vở kịch dựng lại The Best Man của Gore Vidal tại Nhà hát Gerald Schoenfeld. Từ tháng 2 năm 2013, bà đóng vai chính cùng với James Earl Jones trong chuyến lưu diễn ở Úc của Driving Miss Daisy, sự xuất hiện này khiến bà rút khỏi vai diễn đã lên lịch trong The Grand Budapest Hotel của Wes Anderson. Vào tháng 11 năm 2013, bà đã nhận được Giải thưởng Danh dự của Viện hàn lâm về thành tựu trọn đời của mình tại Giải thưởng Thống đốc. Năm 2014, Lansbury được Nữ hoàng Elizabeth II bổ nhiệm làm Tư lệnh Phu nhân của Huân chương Đế quốc Anh. Từ tháng 3 năm 2014, Lansbury diễn lại vai diễn Madame Arcati trong Blithe Spirit tại Nhà hát Gielgud ở West End, London, lần đầu tiên bà xuất hiện trên sân khấu London sau gần 40 năm. Khi ở London, bà đã xuất hiện tại Liên hoan phim Angela Lansbury, một buổi chiếu một số bộ phim của bà trong Poplar. Từ tháng 12 năm 2014 đến tháng 3 năm 2015, bà tham gia chuyến lưu diễn Blithe Spirit khắp Bắc Mỹ. Vào tháng 4 năm 2015, bà đã nhận được Giải thưởng Olivier đầu tiên với tư cách là Nữ diễn viên phụ xuất sắc nhất cho vai diễn Arcati, và vào tháng 11 năm 2015 đã được trao Giải Oscar Hammerstein cho Thành tựu Trọn đời trong Nhà hát Nhạc kịch.
Lansbury đã đồng ý đóng vai bà St Maugham trong vở kịch Broadway The Chalk Garden năm 1955 của Enid Bagnold, mặc dù sau đó thừa nhận rằng bà không còn đủ sức để biểu diễn tám buổi một tuần. Thay vào đó, bà chỉ xuất hiện trong buổi đọc vở kịch được dàn dựng trong một đêm tại Đại học Hunter vào năm 2017. Vai diễn tiếp theo của Lansbury là Dì March trong miniseries Little Women của BBC, được chiếu vào tháng 12 năm 2017. Năm 2018, Lansbury xuất hiện trong bộ phim gia đình Buttons: A Christmas Tale, cũng như trong bộ phim Mary Poppins Returns; vai khách mời của bà là Balloon Lady tham gia hát bài hát "Nowhere To Go But Up". Năm đó cũng chứng kiến sự ra mắt của bộ phim hoạt hình The Grinch, trong đó Lansbury lồng tiếng cho Thị trưởng Whoville. Vào tháng 11 năm 2019, Lansbury trở lại Broadway, đóng vai Quý bà Bracknell trong buổi biểu diễn lợi ích một đêm The Importance ò Being Earnest của Wilde cho Nhà hát American Airlines của Công ty Nhà hát Roundabout. Bộ phim cuối cùng Lansbury xuất hiện là trong Glass Onion: A Knives Out Mystery, phát hành năm 2022. Lansbury trút hơi thở cuối cùng trong giấc ngủ tại nhà riêng ở Los Angeles vào ngày 11 tháng 10 năm 2022, hưởng thọ 96 tuổi.

## Đời tư

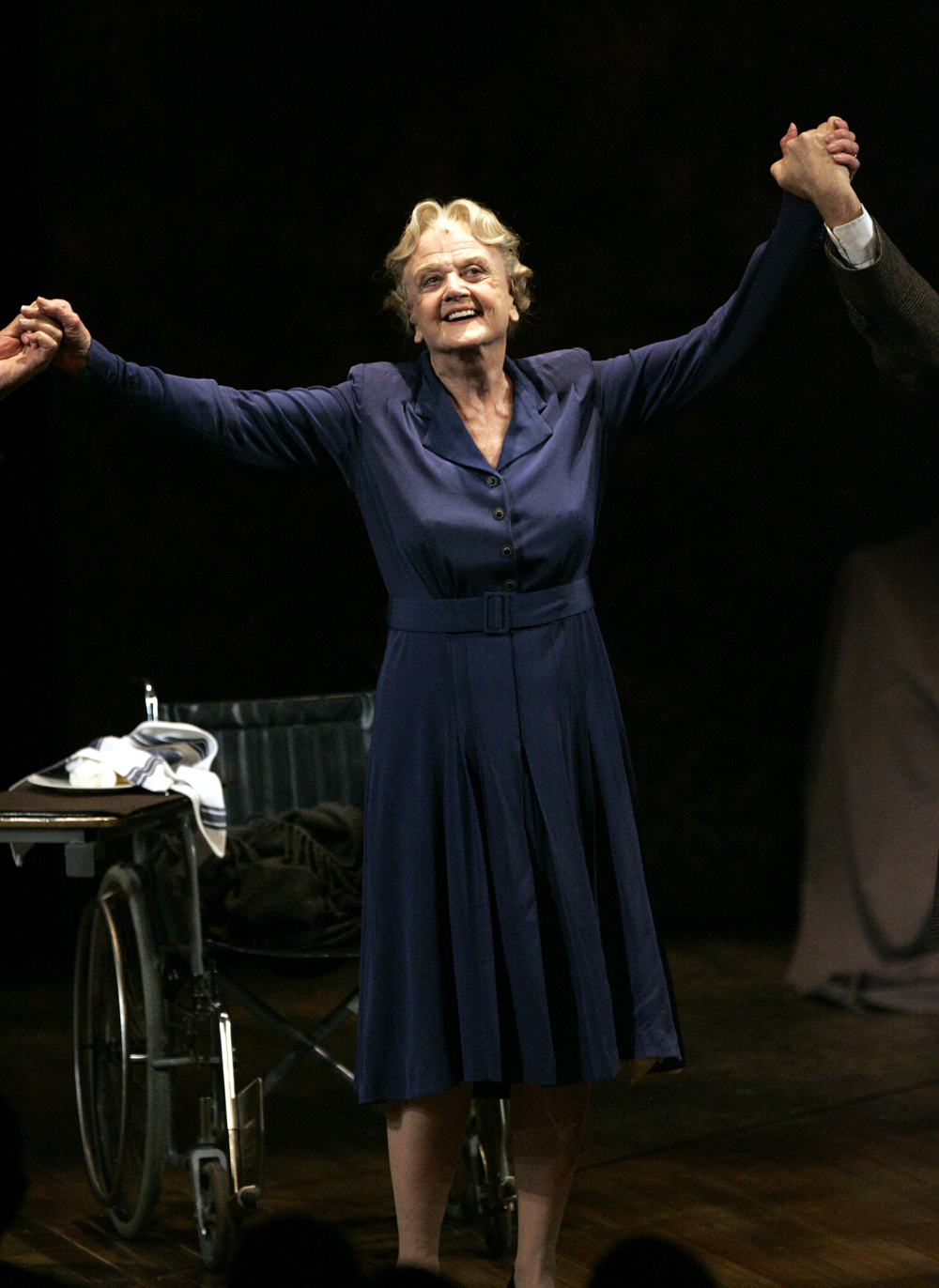
Lansbury trên sân khấu trong vở Driving Miss Daisy năm 2013

Lansbury tự cho mình là "người Anh gốc Ireland". Bà trở thành công dân Hoa Kỳ vào năm 1951, trong khi vẫn giữ quốc tịch Anh. Theo một bài báo năm 2014 trên tờ Irish Independent, bà cũng có quốc tịch Ireland. Mặc dù sử dụng giọng Mỹ hóa cho những vai như Fletcher, Lansbury vẫn giữ giọng Anh trong suốt cuộc đời mình.
Lansbury nổi tiếng là một người kín đáo và không thích xu nịnh. Gottfried mô tả bà là "Tỉ mỉ. Thận trọng. Tự chỉnh sửa. Cân nhắc. Đó là những gì người Anh gọi là kín đáo". Trong tờ The Daily Telegraph, nhà phê bình sân khấu Dominic Cavendish đã nói rằng đặc điểm nổi bật của Lansbury là "sự điềm tĩnh, cam kết và vâng, sự dịu dàng", những cách tiếp cận mà ông nghĩ đã trở nên "quá thiếu hụt trong thời đại bông tuyết và tự quảng cáo trên mạng xã hội." Gottfried cũng nhận xét rằng bà" quan tâm, nhạy cảm và đồng cảm như bất kỳ ai có thể muốn ở một người bạn ".
Lansbury đã kết hôn hai lần, lần đầu tiên với nam diễn viên Richard Cromwell. Họ kết hôn trong một buổi lễ riêng tư nhỏ vào ngày 27 tháng 9 năm 1945, khi bà 19 tuổi và Cromwell 35 tuổi. Họ ly dị vào năm 1946, nhưng vẫn là bạn bè cho đến khi ông qua đời vào năm 1960. Năm 1949, Lansbury kết hôn với diễn viên kiêm nhà sản xuất Peter Shaw, và họ ở bên nhau 54 năm cho đến khi ông qua đời năm 2003. Họ có với nhau hai người con, Anthony Peter (sinh năm 1952) và Deirdre Ann (sinh năm 1953), và Lansbury trở thành mẹ kế của David, con trai của Shaw từ cuộc hôn nhân đầu. Trong khi Lansbury nhiều lần tuyên bố rằng bà ấy muốn đặt con cái lên trên sự nghiệp của mình, bà thừa nhận rằng bà thường phải rời các con ở California trong thời gian dài khi làm việc ở nơi khác.
Anthony Peter trở thành đạo diễn truyền hình và đã đạo diễn 68 tập phim Murder, She Wrote. Deirdre Ann kết hôn với một đầu bếp, và họ cùng nhau mở một nhà hàng ở Miền tây Los Angeles. Lansbury có ba cháu và năm chắt vào thời điểm bà qua đời vào năm 2022. Lansbury là anh em họ của gia đình Postgate, trong đó có nhà làm phim hoạt hình và nhà hoạt động Oliver Postgate. Bà cũng là em họ của học giả và tiểu thuyết gia Coral Lansbury, người có con trai Malcolm Turnbull là Thủ tướng Úc từ năm 2015 đến 2018.

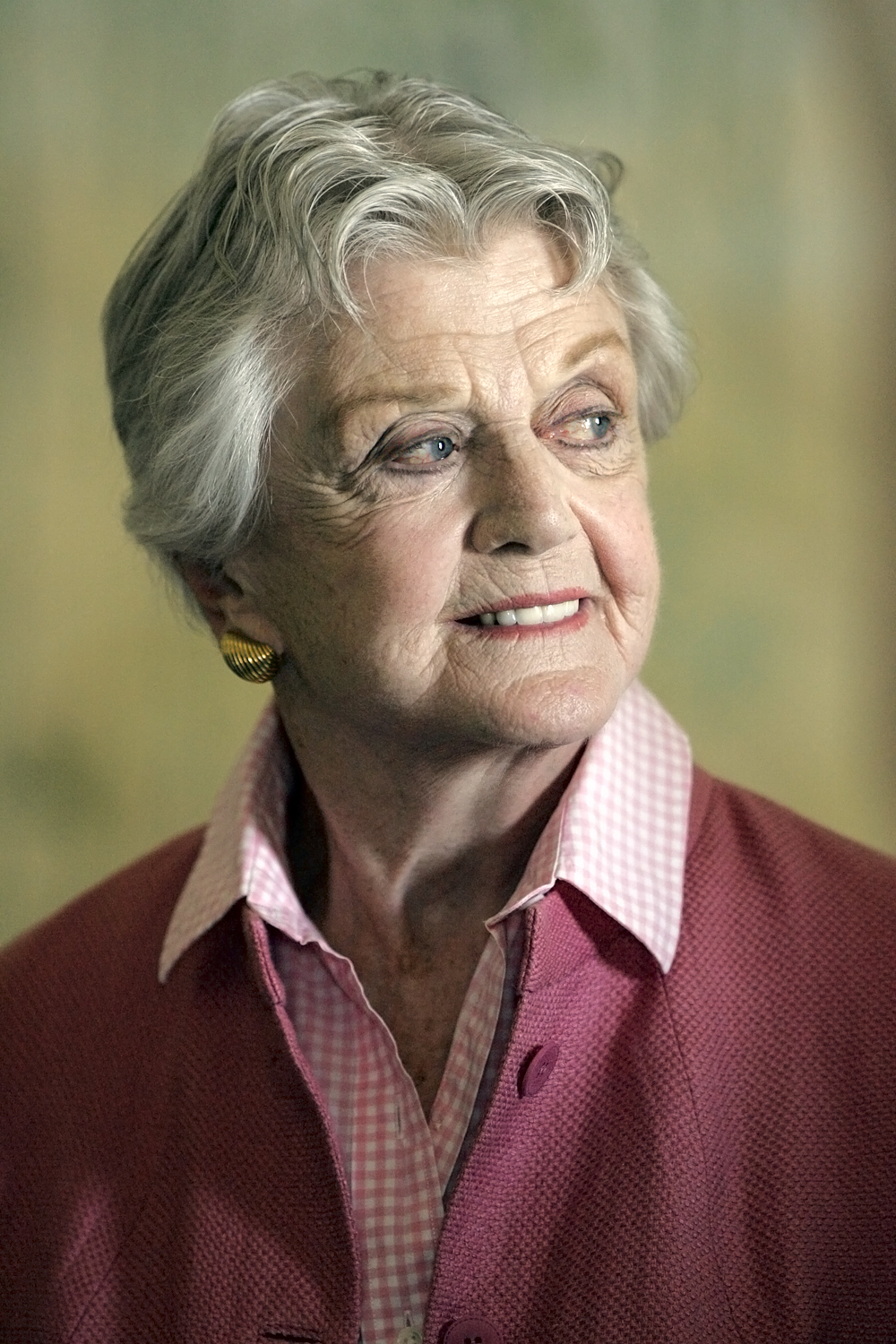
Bức ảnh chụp Lansbury năm 2013

Khi còn là một nữ diễn viên trẻ, Lansbury tự nhận mình là người thích ở nhà, có người nhận xét rằng bà thích công việc nội trợ. Bà rất thích dành những buổi tối yên tĩnh với bạn bè trong nhà vì bà không thích tham gia vào cuộc sống về đêm của Hollywood. Sở thích của bà vào thời điểm đó bao gồm đọc sách, cưỡi ngựa, chơi quần vợt, nấu ăn và chơi piano; và cũng rất thích làm vườn. Cô ấy đã nhấn mạnh F. Scott Fitzgerald là tác giả yêu thích của mình, và Roseanne và Seinfeld là một trong những chương trình truyền hình yêu thích của bà. Lansbury là một người đam mê viết thư, bà đã viết thư tay và sao chép lại tất cả chúng. Theo yêu cầu của Howard Gotlieb, các bài báo của Lansbury được lưu trữ tại Trung tâm Nghiên cứu Lưu trữ Howard Gotlieb tại Đại học Boston.
Lansbury nuôi dạy các con của mình như những người theo đạo Tân giáo, nhưng chúng không phải là thành viên của giáo đoàn. Bà nói, "Tôi tin rằng Chúa ở trong tất cả chúng ta, rằng chúng ta là những sinh vật hoàn hảo, quý giá và chúng ta phải đặt niềm tin và sự tin tưởng vào điều đó." Bà ủng hộ Đảng Lao động của Anh, tổ chức mà bà có quan hệ mật thiết, và Đảng Dân chủ Hoa Kỳ; bà tự mô tả mình là "Đảng viên Đảng Dân chủ từ đầu" để dập tắt những tin đồn trên mạng rằng bà ủng hộ Đảng Cộng hòa. Bà cũng hỗ trợ nhiều tổ chức từ thiện khác nhau, đặc biệt là những tổ chức chống lạm dụng gia đình và điều trị những người sử dụng ma túy. Vào những năm 1980, bà cũng hỗ trợ các tổ chức từ thiện chống lại HIV/AIDS.
Lansbury là một người nghiện thuốc lá từ thời thơ ấu, nhưng đã bỏ hút thuốc vào giữa những năm 1960. Năm 1976 và 1987, bà trải qua cuộc phẫu thuật thẩm mỹ cổ để ngăn cổ to ra theo tuổi tác. Trong những năm 1990, bà bắt đầu bị viêm khớp. Lansbury trải qua ca phẫu thuật thay khớp háng vào tháng 5 năm 1994, sau đó là ca phẫu thuật thay khớp gối vào năm 2005.

## Vinh danh và di sản
Vào những năm 1960, The New York Times gọi Lansbury là "Đệ nhất phu nhân của Nhà hát Nhạc kịch". Lansbury mô tả mình là một nữ diễn viên cũng có thể hát, mặc dù trong những lần xuất hiện đầu tiên trong phim, giọng hát của bà đã nhiều lần được lồng tiếng; Sondheim nói rằng bà có một giọng hát khỏe, mặc dù với quãng giọng hạn chế. Trong The Oxford Companion to the American Musical, Thomas Hischak kể rằng Lansbury là "một nữ diễn viên đóng vai nhân vật hơn là một nữ chính" trong phần lớn sự nghiệp của bà, một người đã mang đến "sự hiện diện trên sân khấu lấp lánh cho tác phẩm của bà". Gottfried mô tả bà là "một biểu tượng của Mỹ", trong khi BBC mô tả bà là "một trong những mặt hàng xuất khẩu được yêu thích của nước Anh," và The Independent cho rằng bà có thể được coi là nữ diễn viên thành công nhất nước Anh. Trên tờ The Guardian, nhà báo Mark Lawson mô tả bà là thành viên của "tầng lớp quý tộc có quyền lực ở ba quốc gia" - Anh, Ireland và Hoa Kỳ.
Gottfried nhấn mạnh rằng hình ảnh trước công chúng của Lansbury "thực chất là thánh thiện". Một người phỏng vấn năm 2007 cho The New York Times đã mô tả bà ấy là "một trong số ít diễn viên được gọi là người được yêu mến", được viết trong một bài báo năm 1994 trên tạp chí People đã cho bà ấy điểm tuyệt đối về "chỉ số đáng yêu". Tờ New Statesman nhận xét rằng bà ấy "có sức hút mà nhiều diễn viên trẻ và nổi tiếng hơn chỉ có thể mơ ước." Lansbury là một biểu tượng đồng tính. Bà ấy tự mô tả mình là người "rất tự hào về sự thật", cho rằng sự nổi tiếng của bà ấy đối với những người đồng tính nam là nhờ màn trình diễn của cô ấy trong Mame; một bài báo trên The Philadelphia Inquirer gợi ý rằng Murder, She wrote đã mở rộng hơn nữa sức hấp dẫn của bà với nhân khẩu học.
Sau thông báo về cái chết của Lansbury, nhiều nhân vật trong ngành giải trí đã ca ngợi bà trên mạng xã hội. Nam diễn viên Jason Alexander gọi bà là "một trong những quý cô đa tài, tài năng, duyên dáng, tốt bụng, hóm hỉnh, khôn ngoan và đẳng cấp nhất" mà anh từng gặp. Nữ diễn viên Uzo Aduba gọi bà là "biểu tượng của sân khấu", trong khi nam diễn viên Josh Gad nhấn mạnh rằng hiếm khi "một người có thể chạm đến nhiều thế hệ, tạo ra bề dày tác phẩm xác định thập kỷ này qua thập kỷ khác. Angela Lansbury chính là nghệ sĩ đó".
Biên kịch kiêm diễn viên Mark Gatiss ca ngợi Lansbury là "định nghĩa của một người chuyên nghiệp", trong khi Douglas C. Baker, giám đốc sản xuất của Center Theater Group, nói rằng "Angela là một người khổng lồ trong lĩnh vực kinh doanh chương trình biểu diễn, nhưng đồng thời bà ấy cũng là một một trong những người tốt bụng và dễ gần nhất mà bạn từng gặp […] Chuyên nghiệp hoàn hảo, chân thật và vô cùng vui nhộn.". Cựu Giám đốc điều hành của Walt Disney Studios Robert Iger đã mô tả bà ấy là "một người chuyên nghiệp xuất sắc, một nữ diễn viên tài năng và một người đáng yêu." . Những người khác đã đăng để tưởng nhớ Lansbury bao gồm Kristin Chenoweth, Viola Davis, Jesse Tyler Ferguson, Harvey Fierstein, Kathy Griffin, Jeremy O. Harris, Brent Spiner, George Takei và Rachel Zegler.

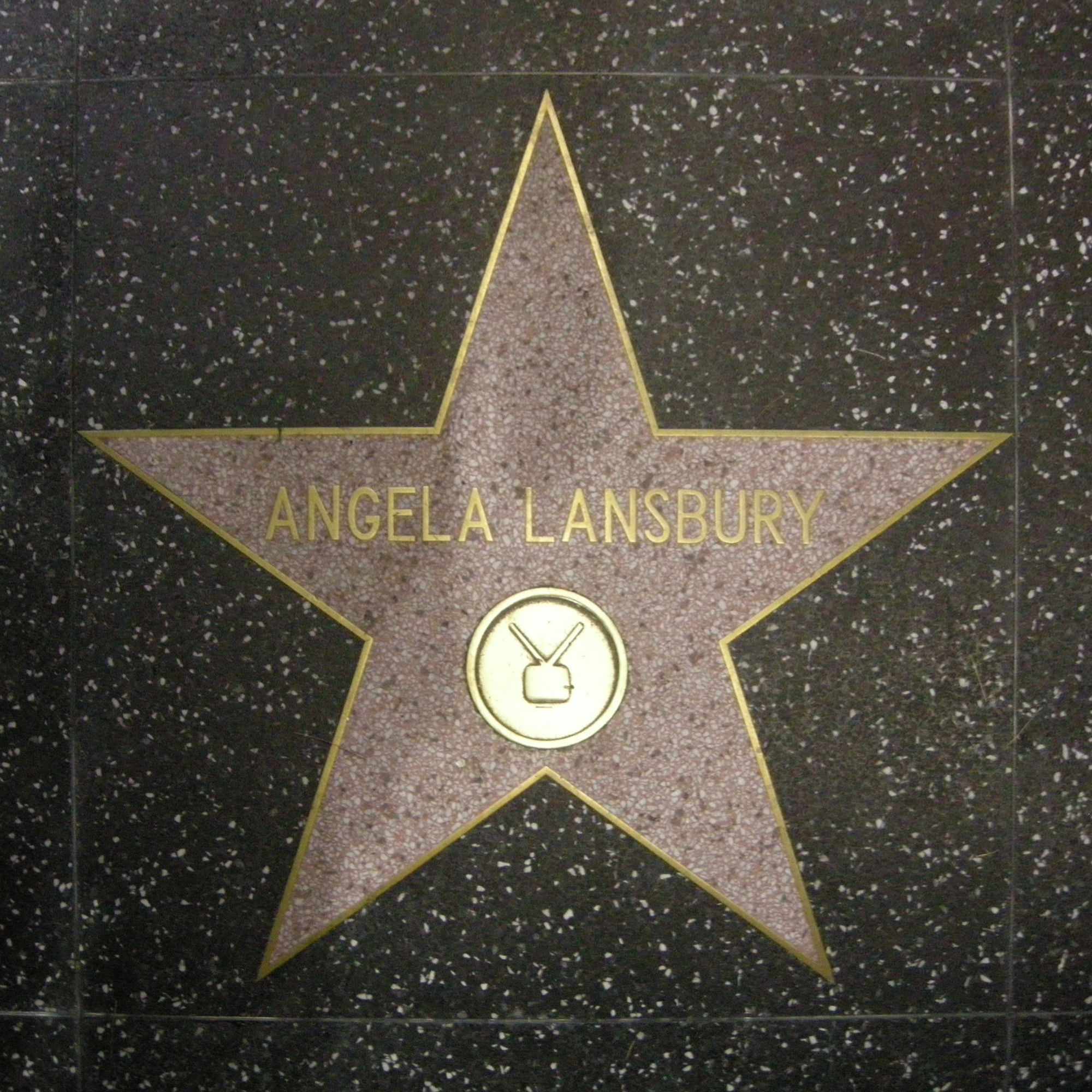
Ngôi sao của Angela Lansbury tại Đại lộ danh vọng Hollywood ở Los Angeles

Lansbury đã nhiều lần được công nhận vì những thành tích của bà ở Anh. Năm 2002, Viện Hàn lâm Nghệ thuật Điện ảnh và Truyền hình Anh (BAFTA) đã trao cho Lansbury Giải Thành tựu Trọn đời. Lansbury được bổ nhiệm làm Tư lệnh Huân chương Đế quốc Anh (CBE) trong Lễ Sinh nhật của Nữ hoàng năm 1994, và sau đó được phong làm Tư lệnh Huân chương Đế chế Anh (DBE) trong Lễ vinh danh Năm mới 2014 cho các đóng góp cho phim truyền hình , công việc từ thiện và hoạt động từ thiện. Khi được Nữ hoàng Elizabeth II phong làm phu nhân tại Lâu đài Windsor, Lansbury tuyên bố: "Tôi đang tham gia vào một nhóm phụ nữ tuyệt vời mà tôi vô cùng ngưỡng mộ như Judi Dench và Maggie Smith. Thật là một điều tuyệt vời khi được cái gật đầu đồng ý từ đất nước của mình và tôi trân trọng nó."
Lansbury đã giành được sáu giải Quả cầu vàng và một giải People's Choice cho tác phẩm truyền hình và điện ảnh của mình. Lansbury chưa bao giờ giành được giải Emmy mặc dù có 18 đề cử. Tính đến năm 2009, bà giữ kỷ lục là nghệ sĩ biểu diễn có nhiều đề cử giải Emmy không thành công nhất. Bà đã ba lần được đề cử cho Giải Oscar cho Nữ diễn viên phụ xuất sắc nhất, nhưng chưa bao giờ giành chiến thắng; suy nghĩ về điều này vào năm 2007, bà nói rằng lúc đầu bà "vô cùng thất vọng, nhưng sau đó rất vui vì [bà] đã không giành chiến thắng" vì bà tin rằng nếu không thì bà sẽ có một sự nghiệp kém thành công hơn.
Vào năm 2013, Hội đồng Thống đốc của Viện Hàn lâm Khoa học và Nghệ thuật Điện ảnh đã bỏ phiếu để trao cho Lansbury Giải thưởng Viện hàn lâm Danh dự vì những thành tựu trọn đời của bà trong ngành. Các diễn viên Emma Thompson và Geoffrey Rush được yêu cầu trao tặng tại Lễ trao giải Thống đốc nơi buổi lễ được tổ chức, và Robert Osborne của Turner Classic Movies đã trao giải Oscar cho bà, nói rằng "Angela đã được nâng tầm lên đẳng cấp, tài năng, sắc đẹp và trí thông minh cho các bộ phim " kể từ năm 1944. Bức tượng Oscar được khắc dòng chữ: "Tặng Angela Lansbury, một biểu tượng đã tạo ra một số nhân vật đáng nhớ nhất của điện ảnh, truyền cảm hứng cho nhiều thế hệ diễn viên".

### Sách tham khảo
Bonanno, Margaret Wander (1987). Angela Lansbury: A Biography. New York: St. Martin's Press. ISBN 978-0312005610.
Cariou, Len (tháng 4 năm 2012). "Angela Lansbury". Vanity Fair. Quyển 54 số 4. tr. 200.
Crampton, Caroline (tháng 4 năm 2014). "Angela Lansbury's Life on the Stage". New Statesman. Quyển 143 số 5205. tr. 16.
Degen, John (2010). "Lansbury, Angela". The Oxford Companion to Theatre and Performance. Dennis Kennedy (editor). Oxford: Oxford University Press. ISBN 9780191727917.
Edelman, Rob; Kupferberg, Audrey E. (1996). Angela Lansbury: A Life on Stage and Screen. Secaucus, New Jersey: Carol Publishing Corporation. ISBN 978-1559723275.
Gottfried, Martin (1999). Balancing Act: The Authorized Biography of Angela Lansbury. New York: Little, Brown & Company. ISBN 0-316-32225-3.
Kennedy, Maev (ngày 23 tháng 1 năm 2014). "Angela Lansbury admits Murder, She Wrote will always haunt her". The Guardian.
Richardson, Lydia (ngày 25 tháng 1 năm 2014). "'I'm Proud To Be A Gay Icon!': Angela Lansbury Opens Up in New Interview". Entertainment Wise. Bản gốc lưu trữ ngày 4 tháng 7 năm 2015. Truy cập ngày 27 tháng 10 năm 2015.
Selby, John (ngày 8 tháng 3 năm 2014). "How death, divorce and drugs have shaped my life". Daily Mail Weekend. tr. 4–6.